# سداسي برومو حلقي الدوديكان
سداسي برومو حلقي الدوديكان هو مركب بروم عضوي يتكون من اثنتي عشر ذرة كربون وثمانية عشر ذرة هيدروجين وست ذرات بروم مرتبطة معا حلقيا.  

## الاستخدامات
يعمل مركب سداسي برومو حلقي الدوديكان مثبطاً للهب، لذا فإن استخدامه الأساسي يكون في رغوة البولي ستايرين المبثوقة (XPS) والموسعة (EPS)، والتي تستخدم للعزل الحراري في صناعات البناء، إلى جانب استخدامه في عدد من الصناعات الأخرى، والتي تتضمن صناعة الأثاث المنجد، والمنسوجات الداخلية للسيارات، ووسائد السيارات، وكتل العزل في الشاحنات، ومواد التعبئة والتغليف، ومبيت مسجل كاسيت الفيديو، والمعدات الكهربائية والإلكترونية.  
يتم إنتاج سداسي برومو حلقي الدوديكان في كل من الصين وأوروبا واليابان والولايات المتحدة الأمريكية ووفقًا لبرنامج الأمم المتحدة للبيئة. ويقدّر الإنتاج السنوي الحالي المعروف من سداسي برومو حلقي الدوديكان  في جميع أنحاء العالم حوالي 28000 طن سنويًا. وتمتلك كل من دول الاتحاد الأوروبي والصين بحسب الإحصائيات التي تعود إلى عامي 2009 و2010 النصيب الأكبر من حجم السوق.

## السمية
قررت اتفاقية ستوكهولم بشأن الملوثات العضوية الثابتة في مايو 2013 إدراج مركبات سداسي برومو حلقي الدوديكان نظرًا لثباتها وخطورتها وسميتها البيئية في المرفق ألف للاتفاقية والذي يلزم بحظر جزئي لإنتاج واستخدام سداسي برومو حلقي الدوديكان  مع السماح بإعفاءات محددة للإنتاج والاستخدام في صناعات البولي ستايرين الموسع والبوليسترين المبثوق في المباني. تعتبر عملية تنظيم وتصنيع مركبات سداسي برومو حلقي الدوديكان عملية صعبة تطرح العديد من المشكلات نظراً لأن سداسي برومو حلقي الدوديكان له 16 مصاوغا هندسيا محتملاً لكل منها أنشطة حيوية مختلفة. 